# Dixella alexanderi
Dixella alexanderi är en tvåvingeart som beskrevs av Peters 1970. Dixella alexanderi ingår i släktet Dixella och familjen u-myggor.
Artens utbredningsområde är Minnesota. Inga underarter finns listade i Catalogue of Life.